# Kiryat-Motzkin
Kiryat-Motzkin est une ville d'Israël, en hébreu : קִרְיַת מוֹצְקִין, en arabe : كريات موصقين.

## Histoire

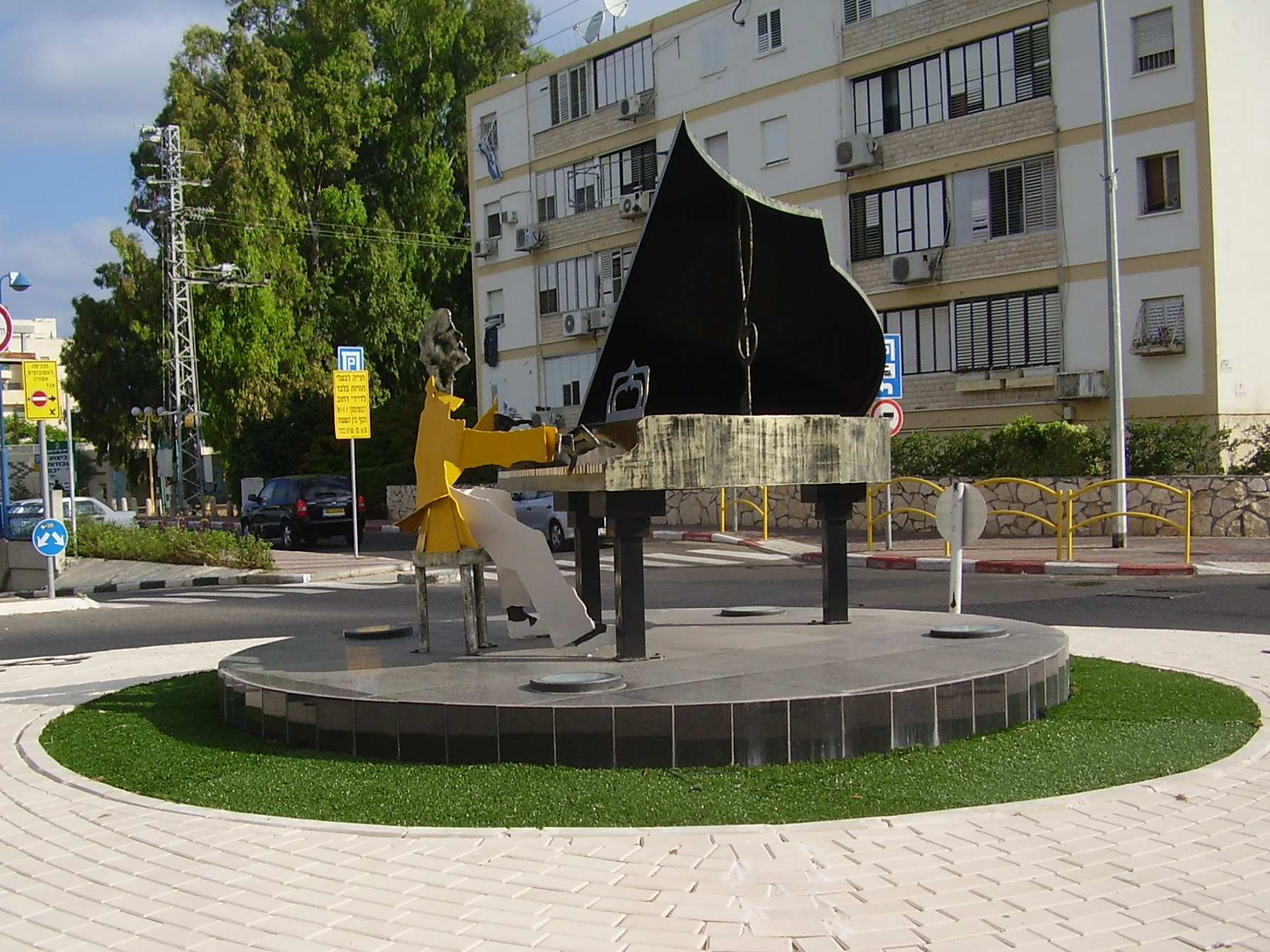
Le square dédié à Aryé-Yéhouda-Léo Motzkin.

Kiryat Motzkin a été fondée en 1934.

## Géographie
Kiryat-Motzkin a été construite sur une parcelle de terre sablonneuse entre la voie ferrée et la route Haïfa-Acre. La commune se situe à 15 km au nord du port d'Haifa.

## Démographie
En 2006, la population de la ville était constituée d'une communauté juive et d'autres communautés non arabes. Elle comptait alors 18.800 hommes et 20.900 femmes, avec 25,5 % de la population de moins de 20 ans, 15,2 % entre 20 et 29 ans, 19,0 % entre 30 et 44 ans, 20,1 % de 45 à 59 ans, 4,5 % de 60 à 64, et 15,9 % de 65 ans ou plus. Le taux de croissance de la population en 2006 était de -0,1 %. La ville est classée à un niveau moyennement élevé sur l'échelle socio-économique (7 sur 10).

## Jumelage
- Bad Segeberg (Allemagne) depuis 1984

## Personnalités liées à la commune
- Aryé-Yéhouda-Léo Motzkin (1867-1933), chef de file du mouvement sioniste en Russie et, par la suite, dans le monde ; la ville de Kiryat-Motzkin est nommée en son honneur.
- Hen Yanni (1983-), mannequin et actrice, née à Kiryat-Motzkin.
- Eden Shamir (1995-), joueur de foot, né à Kiryat-Motzkin.